# Sysslebäck
Sysslebäck er et byområde i Torsby kommun i Värmlands län i Sverige. Byen ligger ved Klarälven i kommunens nordlige del, og gennemløbes af riksväg 62.

## Historie
I 1952 blev tre mindre kommuner slået sammen, hvorved Finnskoga-Dalby kommun blev dannet. Sysslebäck blev da hovedby i den nye kommune, og en ny kommunal virksomhed blev etableret og byen voksede. Efter at Finnskoga-Dalby kommun i 1974 blev en del af Torsby kommun beholdt Sysslebäck karakteren af hovedby i området.
Natten mellem den 20. og 21. juli 1973 styrtede den 2,5 meter høje dam nedstrøms Näckån, og cirka 12.000 m³ vand styrtede ned gennem Näckådalen. Vandmasserne blandet med jordmasser ødelagde 8 boliger på vejen ned mod Klarälven. I øvrigt skete der ingen større materielle skader ud over at en lille del af vejen langs Klarälven. En 47-årig kvinde blev taget med af vandmasserne og omkom. Hun blev fundet en uge senere i Vingängsjön 8 km syd for rastepladsen, hvortil hun var blevet ført af Klarälven.

## Bebyggelsen
Sysslebäck er hovedby for den nordlige del af Torsby kommun. En stor del af den offentlige service er i grunden forlagt til et kontor hvor Försäkringskassan, Arbetsförmedlingen og et lokalt kommunekontor inklusiv bibliotek er samlet. Anden kommunal virksomhed i byen tæller børnehave, grundskole, badeanstalt og plejehjem. Byen rummer desuden landstingsvirksomhed i form af Folktandvården, mens ambulatoriet ligger i den 15 kilometer sydligere beliggende naboby Likenäs.
I Sysslebäck findes lokal service for området: dagligvarebutik, bank, tøjbutik, elektronikbutik m.v. Der findes også hotel og restauranter samt en folkepark.

## Forbindelser
Sysslebäck betjenes af to buslinjer, en mod Torsby og en mod Värnäs (krydset mellem riksväg 62 og E16).

## Erhvervsliv
Samhalls fabrik i Sysslebäck som producerede senge for Ikea har længe været byens største arbejdsplads. I april 2014 meddelte Samhall dog at virksomheden skulle nedlægges, hvilket berørte 90 ansatte. Siden 2015 har der ikke længere været nogen sengeproduktion i byen.
Andet vigtigt erhverv i området omkring Sysslebäck er skovarbejde samt Branäs skidanläggning (cirka 10 kilometer sydpå) og Långbergets sporthotell och längdskidcenter (cirka 10 kilometer nordpå).
I Sysslebäck ligger en velrenommeret chokoladefabrik i en gammel skolebygning.